# 2016년 우라카와 해역 지진
2016년 우라카와 해역 지진은 2016년 1월 14일에 홋카이도의 우라카와 해역에서 발생한 지진이다. 지진 규모는 M6.7. 홋카이도, 아오모리현에서 최대 진도5약을 관측했다.

## 진도
진도5약을 관측한 지역은 다음과 같다.
| 진도 | 도도부현   | 시정촌                                  |
| ---- | ---------- | --------------------------------------- |
| 5약  | 홋카이도   | 하코다테시 니캇푸정 우라카와정 사마니정 |
| 5약  | 아오모리현 | 히가시도리촌                            |

## 장주기 지진동
장주기 지진동 경보가 발령된 도도부현은 다음과 같다.
| 계급  | 도도부현   |
| ----- | ---------- |
| 계급2 | 홋카이도   |
| 계급1 | 아오모리현 |